# DPNR
DPNR (Diesel Particulate NOx Reduction) – układ oczyszczania spalin łączący funkcje katalizatora tlenków azotu (NOx) i filtra cząstek stałych. Wchodzi w skład systemu D-CAT stosowanego w silnikach Toyoty z wtryskiem common rail i piezoelektrycznymi wtryskiwaczami. Montowany m.in. w modelach Toyota Avensis i Lexus IS 220d.